# Ahmed Shihab-Eldin
Ahmed Shihab-Eldin (arabsky: أحمد شهاب الدين) (* 16. září 1984) je americký Kuvajťan palestinského původu.

## Životopis
Vystudoval žurnalistiku na Columbia University Graduate School. Stal se známým tím, že bojoval za svobody Palestinců, stejně jako dalších marginalizovaných skupin, které požadují důstojnost a rovnost. Je také novinářem a sloupkařem, který dříve pracoval pro Huffington Post a VICE. V letech 2017 až 2020 byl vedoucím reportérem televize Al-Jazeera Plus. Produkoval dokumentární film nominovaný na cenu Emmy.